# Christine Paulin-Mohring
Christine Paulin-Mohring (1962) é uma matemática e cientista da computação francesa, professora da Universidade Paris-Saclay, conhecida pelo desenvolvimento do teorema interativo de prova Coq.

## Biografia
Paulin-Mohring obteve um PhD em 1989, orientada por Gérard Huet. Foi desde 1997 professora da Universidade Paris-Saclay.

## Reconhecimento
Paulin-Mohring recebeu o Prix Michel-Monpetit da Académie des Sciences em 2015.
Ela e os outros membros da equipe de desenvolvimento do Coq (Thierry Coquand, Gérard Huet, Bruno Barras, Jean-Christophe Filliâtre, Hugo Herbelin, Chetan Murthy, Yves Bertot e Pierre Castéran) receberam o ACM Software System Award de 2013.
Foi eleita para a Academia Europaea em 2014.